# The Sum of Its Parts
The Whole Is Greater Than The Sum Of Its Parts is het zesde studioalbum van de Britse danceartiest Chicane. Het album werd uitgebracht op 26 januari 2015 en telt 12 nummers.
Er zijn zes nummers van het album uitgebracht als single.
In het Verenigd Koninkrijk bereikte het album de 44e plek. In de Nederlandse Album Top 100 kwam het album op de 36e plek.

## Nummers
Het album bevat de volgende nummers:
| 1.                   | Église            |                      | 4:35 |
| 2.                   | 38 Weeks          | Lisa Gerrard         | 5:34 |
| 3.                   | Oxygen            | Paul Aiden           | 6:26 |
| 4.                   | One Thousand Suns | Christian Burns      | 5:08 |
| 5.                   | Tuesdays          | City Lies, Manu Zain | 5:30 |
| 6.                   | Still with Me     | Bo Bruce             | 6:47 |
| 7.                   | One More Time     | Duane Harden         | 5:17 |
| 8.                   | Fibreglasses      |                      | 6:14 |
| 9.                   | Orleans           | Lisa Gerrard         | 4:20 |
| 10.                  | Motion            | Paul Aiden           | 5:30 |
| 11.                  | No More I Sleep   | Senadee              | 4:42 |
| 12.                  | Photograph        | Christian Burns      | 3:30 |
| Totale duur: 1:04:20 |                   |                      |      |

## Medewerkers
- Nick Bracegirdle – componist, producent
- Richard Searle, Ferry Corsten - producenten
- Lisa Gerrard, Paul Aiden, Christian Burns, City Lies - vocalisten
- Manu Zain, Bo Bruce, Duane Harden, Senadee - vocalisten